# Bull (Fernsehserie, 2016)
Bull ist eine US-amerikanische Fernsehserie, die am 20. September 2016 ihre Premiere beim Sender CBS feierte. Hauptdarsteller der Serie ist der aus Navy CIS und Dark Angel bekannte Michael Weatherly. Die deutschsprachige Erstausstrahlung fand am 11. Januar 2017 auf dem Pay-TV-Sender 13th Street statt. Ab dem 21. August 2017 wurde die erste Staffel auf dem deutschen Free-TV-Sender Sat.1 ausgestrahlt.
Im Januar 2022 wurde bekannt gegeben, dass die im April 2021 bestellte sechste Staffel die letzte sei.

## Handlung
Dr. Jason Bull hat drei Doktortitel, unter anderem in Psychologie. Er hat es sich mit seiner Firma Trial Analysis Corporation (TAC) zur Aufgabe gemacht, Jurymitglieder einzuschätzen, daraufhin speziell auszuwählen und Gerichtsprozesse zu analysieren. Zu seinem Team gehören sein Ex-Schwager und Anwalt Benjamin „Benny“ Colón, die ehemalige Homeland-Security-Mitarbeiterin Marissa Morgan, die frühere Polizistin und FBI-Agentin Danielle „Danny“ James, der frühere Footballspieler und jetzige Stylist Chunk Palmer und die Computerspezialistin Cable McCrory. Letztere ist ab der dritten Staffel nicht mehr zu sehen, ihr Tod wird in der zweiten Folge bekanntgegeben. Sie wird durch Taylor Rentzel, eine ehemalige Arbeitskollegin Marissas, ersetzt.

## Hintergrund
Die Serie basiert lose auf dem Leben des bekannten US-amerikanischen Psychologen und Fernsehmoderators Phil McGraw, auch bekannt als „Dr. Phil“, der vor seiner Fernsehtätigkeit als sogenannter trial consultant, also Berater für Gerichtsprozesse, tätig war.

## Besetzung und Synchronisation
Die deutsche Synchronisation entsteht nach einem Dialogbuch und unter der Dialogregie von Stefan Ludwig durch die Synchronfirma Cinephon in Berlin.
| Rollenname             | Schauspieler        | Hauptrolle | Nebenrolle | Synchronsprecher  |
| ---------------------- | ------------------- | ---------- | ---------- | ----------------- |
| Dr. Jason Bull         | Michael Weatherly   | 1.01–6.22  |            | Norman Matt       |
| Benny Colón            | Freddy Rodríguez    | 1.01–5.16  |            | Simon Derksen     |
| Marissa Morgan         | Geneva Carr         | 1.01–6.22  |            | Anna Grisebach    |
| Chunk Palmer           | Christopher Jackson | 1.01–6.22  |            | Dirk Bublies      |
| Danielle „Danny“ James | Jaime Lee Kirchner  | 1.01–6.22  |            | Uschi Hugo        |
| Cable McCrory          | Annabelle Attanasio | 1.01–2.22  |            | Victoria Frenz    |
| Taylor Rentzel         | MacKenzie Meehan    | 3.04–6.22  |            | Nicole Hannak     |
| Isabella „Izzy“ Colón  | Yara Martinez       | 5.01–6.22  | 1.01–4.20  | Katrin Zimmermann |

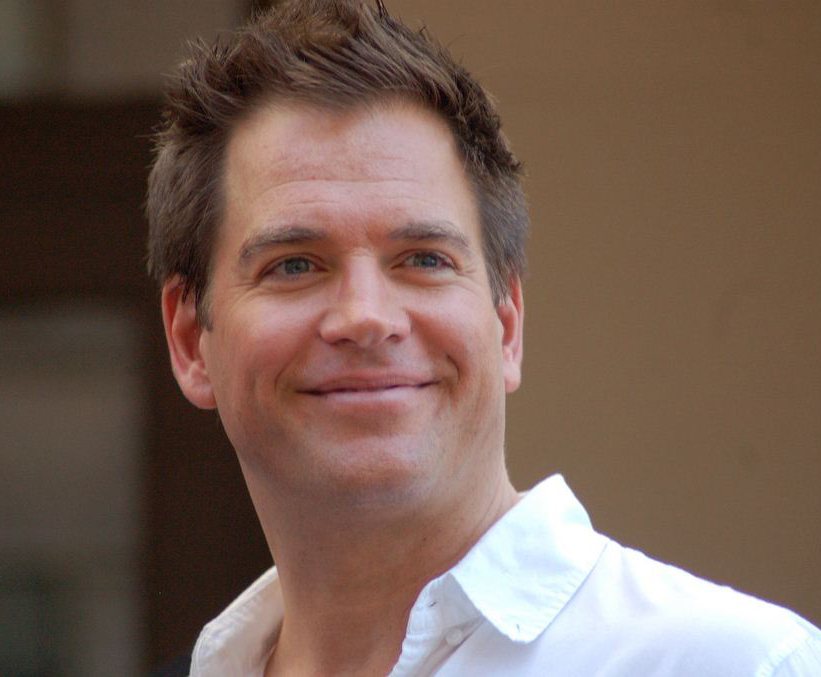
Michael Weatherly
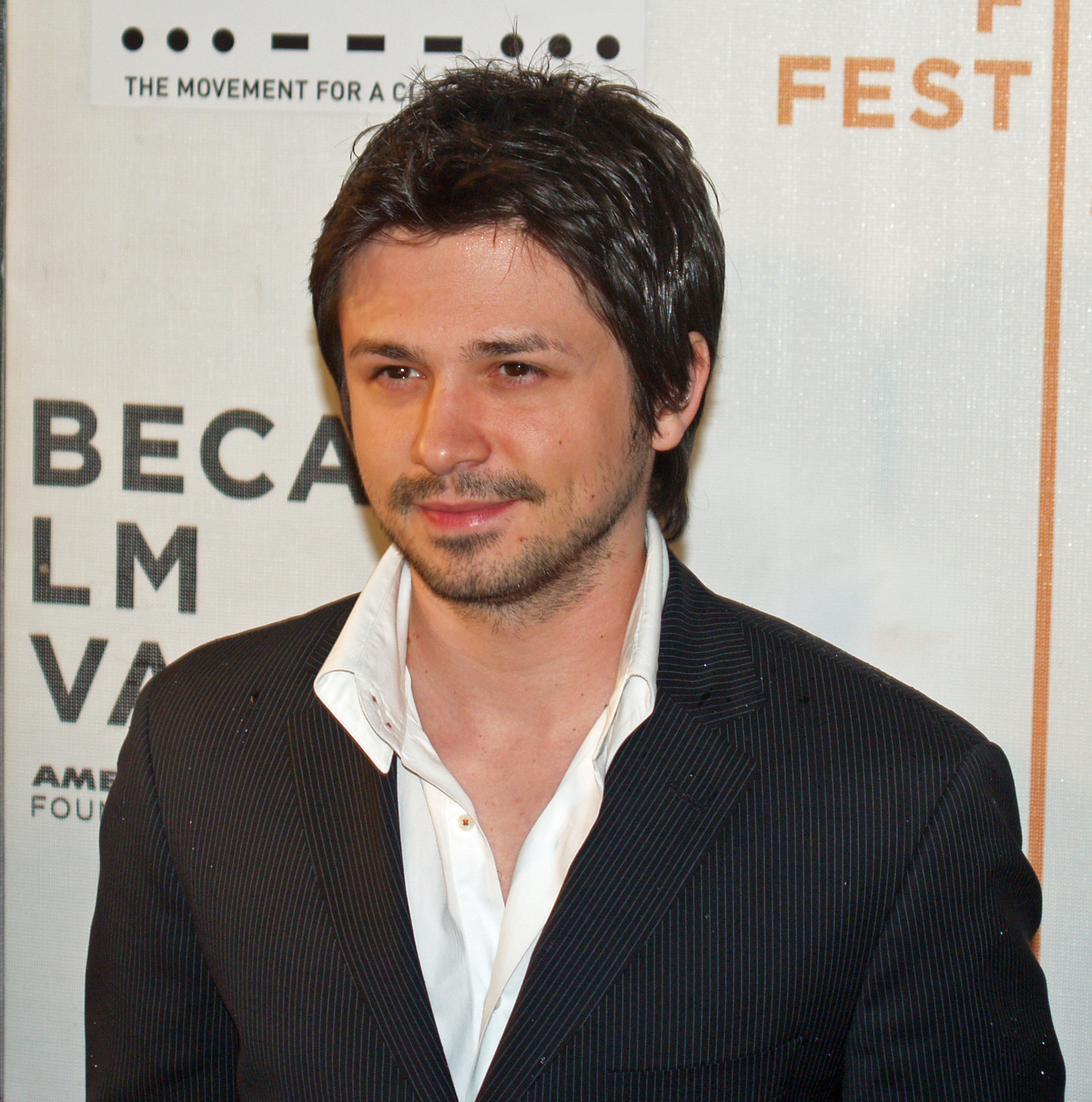
Freddy Rodriguez
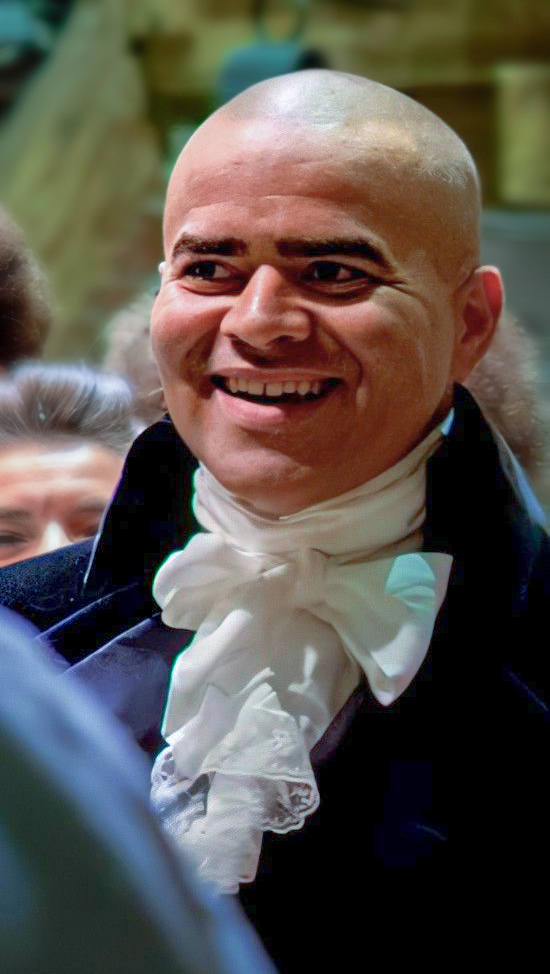
Christopher Jackson
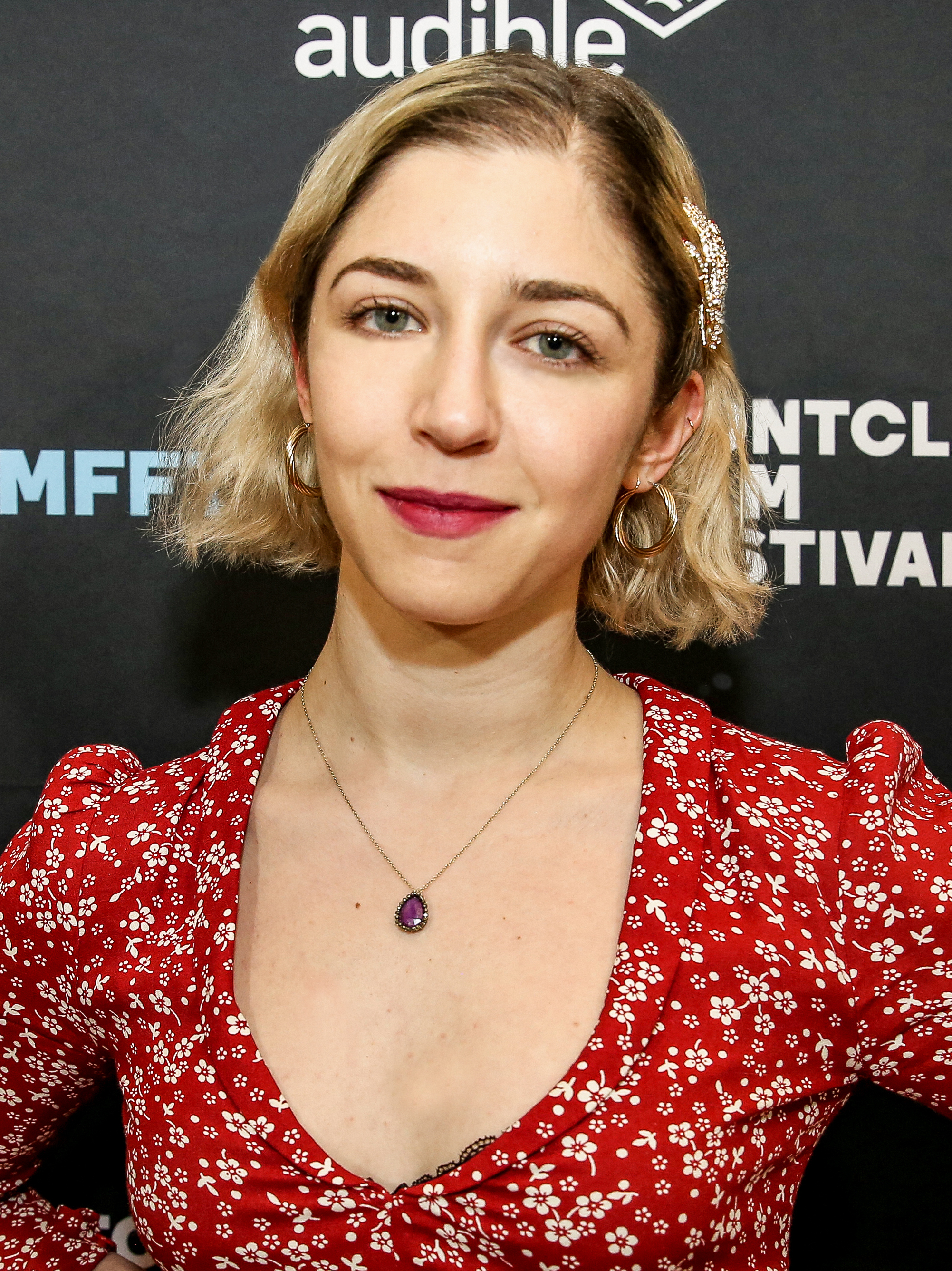
Annabelle Attanasio

- Michael Weatherly spielt den Psychologen Dr. Jason Bull, der die Trial Analysis Corporation (TAC) besitzt und betreibt. Er ist Inhaber von drei Doktortiteln in Psychologie und einer Pilotenlizenz. Er hatte eine schwierige Kindheit und hasst Anwälte, da er zweimal durch die Anwaltsprüfung gefallen ist, was seinen Traum, Anwalt zu werden, zerstörte.
- Freddy Rodríguez spielt Benjamin „Benny“ Colón (Staffeln 1–5), den Anwalt bei TAC und ehemaligen Staatsanwalt in New York City. Er ist Izzys jüngerer Bruder und damit Bulls Schwager. In Staffel 5 verlässt er TAC, um für das Amt des Bezirksstaatsanwalts zu kandidieren, bricht seine Kampagne jedoch ab, als er herausfindet, dass der vormals amtierende Staatsanwalt hereingelegt wurde. Zwischen Staffel 5 und 6 verlässt Benny New York, um eine Frau zu heiraten, mit der er zuvor nur einen Monat zusammen war, und zieht mit ihr nach Rom.
- Geneva Carr spielt Marissa Morgan, die stellvertretende Leiterin von Bulls Team. Sie ist Psychologin, Neurolinguistik-Expertin sowie zugelassene Sexualtherapeutin und hat früher bei Homeland Security gearbeitet. Sie hat den prädiktiven Algorithmus entwickelt, den TAC zur Auswahl der Geschworenen und der Spiegelgeschworenen verwendet. Im Finale von Staffel 2 beginnt Marissa, ihre Arbeit für Bull zu hinterfragen. In Staffel 6 nimmt Marissa ein Angebot an, Partnerin in einem konkurrierenden Unternehmen zu werden, und verlässt kurzzeitig TAC.
- Christopher Jackson spielt Chester „Chunk“ Palmer, einen Modestylisten, der früher bei der Vogue arbeitete und All-American Football Defensive Lineman an der University of Georgia war. Er bereitet die Klienten von TAC auf ihre Gerichtsverhandlungen vor. Ab Staffel 2 beginnt er ein Jurastudium und baut eine Beziehung zu seiner bis dahin unbekannten Tochter Anna auf. Zwischen Staffel 4 und 5 legt er die Anwaltsprüfung ab und übernimmt in Staffel 5 seinen ersten Fall bei TAC. Nach Bennys Weggang in Staffel 6 wird er zum Hauptanwalt.
- Jaime Lee Kirchner spielt Danielle „Danny“ James, die leitende Ermittlerin des Teams, die früher Detective beim NYPD in der Drogenfahndung war und für das FBI gearbeitet hat.
- Annabelle Attanasio spielt Cable McCrory (Staffeln 1–2), die Computerexpertin und Hackerin des Teams. In der Mitte von Staffel 2 wird Cable kurzzeitig gefeuert, nachdem sie gegen das Gesetz verstoßen hat. Als Cable daraufhin der TAC in einem Fall heimlich hilft, Informationen zu einem Fall zu erhalten, kommt Bull dahinter und bringt den Mut auf, ihr ihren Job wieder anzubieten. Zu Beginn von Staffel 3 wird sie Off-Screen getötet, als eine Brücke zusammenbricht, auf der sie fährt.
- MacKenzie Meehan spielt Taylor Rentzel (Staffeln 3–6), eine Cyber-Expertin und Marissas alte Kollegin von Homeland Security. Nach dem Tod von Cable wird Taylor eingestellt, um ihre Stelle zu besetzen. Als geschiedene Mutter besteht Taylor gegenüber Bull darauf, dass ihr Sohn Mauricio für sie immer an erster Stelle vor TAC steht, bevor sie die Stelle annimmt. In Staffel 6 kommt es zu einem Sorgerechtsstreit mit ihrem Ex-Mann Erik, und Mauricio fällt schließlich ganz in ihre Obhut.
- Yara Martinez spielt Isabella „Izzy“ Colón (wiederkehrende Rolle in den Staffeln 1–4, Hauptrolle in den Staffeln 5–6), Bennys Schwester und Bulls Ex-Frau. Bull und Izzy haben ein Date, während ihre zweite Ehe in die Brüche geht, infolgedessen Izzy schwanger wird und später ihre gemeinsame Tochter Astrid zur Welt bringt. Daraufhin heiraten Bull und Izzy im Finale von Staffel 5 erneut.

## Produktion und Ausstrahlung

### Vereinigte Staaten
Anfang Februar 2016 gab CBS eine Pilotfolge für Bull in Auftrag. Die Hauptrolle übernahm Michael Weatherly im März 2016. Am 13. Mai 2016 wurde die offizielle Serienbestellung bekannt gegeben, und die Premiere erfolgte am 20. September 2016 – eingebettet zwischen den Staffelpremieren von NCIS (14. Staffel) davor und NCIS: New Orleans (3. Staffel) danach.
Wegen guter Quoten wurde die ursprüngliche Serienbestellung am 17. Oktober 2016 von 13 auf 23 Episoden verlängert (Back nine order) und im März 2017 um eine zweite Staffel erweitert. deren Ausstrahlung am 26. September 2017 begann.
Die dritte Staffel der Serie wurde am 18. April 2018 bestellt. Eine vierte wurde auch produziert und am 6. Mai 2020 die Verlängerung um eine fünfte Staffel bekannt gegeben.
2021 wurde die sechste und letzte Staffel geordert.

### Deutschland
Die Erstausstrahlung in Deutschland fand vom 11. Januar bis zum 14. Juni 2017 beim Pay-TV-Sender 13th Street statt. Die Ausstrahlung im Free-TV erfolgte seit dem 21. August 2017 auf Sat.1.

## Episodenliste
| Staffel | Episodenanzahl | Erstausstrahlung USA | Erstausstrahlung USA | Deutschsprachige Erstausstrahlung | Deutschsprachige Erstausstrahlung |
| Staffel | Episodenanzahl | Staffelpremiere      | Staffelfinale        | Staffelpremiere                   | Staffelfinale                     |
| ------- | -------------- | -------------------- | -------------------- | --------------------------------- | --------------------------------- |
| 1       | 23             | 20. September 2016   | 23. Mai 2017         | 11. Januar 2017                   | 14. Juni 2017                     |
| 2       | 22             | 26. September 2017   | 8. Mai 2018          | 8. Februar 2018                   | 5. Juli 2018                      |
| 3       | 22             | 24. September 2018   | 13. Mai 2019         | 15. Februar 2019                  | 12. Juli 2019                     |
| 4       | 20             | 23. September 2019   | 4. Mai 2020          | 12. Februar 2020                  | 19. August 2020                   |
| 5       | 16             | 16. November 2020    | 17. Mai 2021         | 17. März 2021                     | 14. Juli 2021                     |
| 6       | 22             | 7. Oktober 2021      | 26. Mai 2022         | 23. März 2022                     | 31. August 2022                   |